# Jan Kooistra (NSB-burgemeester)
Jan Kooistra (Metslawier, 22 november 1894) was een Nederlandse burgemeester tijdens de Tweede Wereldoorlog voor de NSB.

## Leven en werk
Kooistra werd in 1894 in het Friese Metslawier geboren als zoon van de timmerknecht Jan Kooistra en Minke Jans Fransbergen. Na zijn beroepsopleiding was Kooistra onder meer bouwkundig opzichter in Veendam en in Emmen en gemeenteopzichter in Hoogeveen. In Emmen gaf hij tekenonderwijs aan een vaktekenschool. Kooistra was lid van de NSB. In augustus 1943 werd de Hoogevener benoemd tot burgemeester van het Drentse Anloo. Hij verving de door de Duitse bezetter ontslagen burgemeester Engelenburg.  Kooistra was uitgesproken pro-Duits en een fel NSB'er. Als burgemeester van Anloo spande hij zich in om arbeiders uit zijn gemeente gedwongen te werk te stellen in Duitsland, de zogenaamde Arbeitseinsatz.
Na de Tweede Wereldoorlog werd hij gevangengezet. Een verzoek tot onmiddellijke invrijheidstelling werd in 1947 door het Assense tribunaal afgewezen.
Kooistra trouwde op 24 september 1920 te Veendam met Stientje Luken.